# Franz Langer
Franz (František) Langer (16. ledna 1898 Mikulov – 20. března 1947 Olomouc) se narodil jako nejstarší ze tří synů domkáře Antona Langera a jeho ženy Terezie, rozené Fedové. Byl příslušníkem olomouckého gestapa (Inspektor), Obersturmführerem SS a kriminálním inspektorem gestapa.

## Život před působením v Olomouci
Poté, co vystudoval pět let německé obecné školy v Mikulově, pokračoval třemi lety studia na měšťanské škole a následně nastoupil do učení k obchodníkovi se smíšeným zbožím Filipu Kohnovi, taktéž v Mikulově. Po vyučení o tři roky později zde zůstal jako zaměstnanec. 
Jeho zaměstnání 1. května 1916 přerušil nástup do vojenské služby, konkrétně k Střeleckému pluku č. 37 v Bosně. Po ukončení základního výcviku byl tehdy osmnáctiletý Franz povolán na italskou frontu, kde bojoval až do 4. listopadu 1917, kdy byl zajat. Již o rok dříve padl na téže frontě jeho bratr Anton (narozen r. 1899). Ze zajetí byl Langer propuštěn až 20. října 1918, kdy se vrátil domů.
Vzhledem k poválečné situaci měl problém najít zaměstnání a živil se pouze příležitostnými pracemi. Tento stav trval až do května 1921, kdy získal místo obchodního příručího a na této pozici pracoval do podzimu téhož roku, kdy byl opět nezaměstnaný. V této době absolvoval šestiměsíční bankovní a účetnický kurz a v listopadu 1922 nastoupil Langer k uniformované bezpečnostní stráži ve Vídni I. okrese. Zde působil až do 1. června 1927, kdy byl po úspěšném absolvování kurzu převelen ke kriminální policii, v jejíchž řadách sloužil až do anšlusu Rakouska (tj. do března 1938).
Následně byl, dle svých slov, proti své vůli přeřazen (dodává, že se tak stalo pouze kvůli tomu, že gestapo potřebovalo více zaměstnanců) v hodnosti okresního inspektora k vídeňskému gestapu, konkrétně byl pověřen vedením referátu II G (neoprávněné držení zbraní a třaskavin, přečiny podle zákona o tzv. záludných útocích na stát). 2. května 1938 Langer vstoupil do NSDAP (č. 6123142) a nedlouho poté (v srpnu, nebo září 1938) také do SS, kde získal hodnost SS-Oberscharführera. V jedné ze svých výpovědí však Langer dodal: „Jako člen formace SS jsem byl veden již ve Vídni, a to od r. 1937 na podzim, ačkoliv fakticky jsem se stal členem formace SS až teprve v roce 1938 na podzim. Na vysvětlenou bych chtěl uvésti, že jsem měl známého policistu, který byl ilegálně členem formace SS ještě před obsazením Rakouska a ten mně potvrzoval členství SS a vystavoval legitimaci, aby mně toto nebránilo při změněných poměrech ve služebním postupu.“ Dále vzpomínal, že do služby nejprve nosil černou uniformu Allgemeine SS (Všeobecné SS), kterou od r. 1940 vystřídala novější šedá uniforma. Langer byl i členem NSV nicméně zde není ani přibližně známo, kdy do této organizace vstoupil.

## Oloumouc
V Olomouci působil Franz Langer jako zástupce velitele gestapa. Poválečný soud mu kladl za vinu zejména velení při popravách v Dolnoplazech, Laznících, Hluchově, Nové Dědině u Konice a Brodku u Přerova. V Dolnoplazech byli 26. listopadu 1944 veřejně popraveni oběšením (na příkaz brněnské centrály gestapa) mladí muži z okolí Olomouce, kteří se pokusili přejít přes hranice do Slovenska (v době Slovenského národního povstání). Této popravě velel Langer. V únoru 1945 se ve Velké Bystřici střetla skupina zaměstnanců gestapa, vedená Langerem, s partyzánskou skupinou. Část partyzánů zahynula na místě, dva byli převezeni do Olomouce. S jinou partyzánskou skupinou se střetli gestapáci, kterým velel Langer v březnu 1945 v Nové Dědině u Konice. Koncem dubna 1945 bylo na střelnici v Lazcích popraveno 20 k smrti odsouzených účastníků povstání v Přerově a dva další vězňové. Popravy řídil Langer.
Dne 6. května 1945 byli pracovníci olomouckého gestapa evakuování, spolu s dalšími se 8. května vzdali americké armádě ve Vimperku. Sovětské armádě byli předáni asi o týden později.

## Obvinění a poprava
Na základě dekretu prezidenta republiky č. 16/1945 Sb. o potrestání nacistických zločinců, zrádců a jejich pomahačů a o mimořádných lidových soudech (tzv. „Velký retribuční dekret“) začaly na území celého Československa vznikat v sídlech krajských soudů včetně Olomouce tzv. Mimořádné lidové soudy. Zdejší MLS byl ustanoven dne 14. srpna 1945. Návrh obžaloby, v němž byl Langer obviněn podle § 2, § 5/1a, 2a, § 7/1 retr. zákona, byl vypracován veřejným žalobcem O. Boháčem a předán Mimořádnému lidovému soudu v Olomouci 21. ledna 1947. Hlavní přelíčení se konalo 20. března 1947. I přes velké množství svědectví, která hovořila v Langerův prospěch,[zdroj?] byl shledán vinným ve všech bodech obžaloby a odsouzen k trestu smrti oběšením. Trest byl posléze vykonán neveřejně o dvě hodiny později na nádvoří věznice Krajského soudu v Olomouci.